# 7424-es mellékút (Magyarország)
A 7424-es számú mellékút egy csaknem nyolc kilométer hosszú, négy számjegyű országos közút Zala vármegye legnyugatibb részén. a szlovén határ mentén fekvő Szentgyörgyvölgy települést kapcsolja össze északi szomszédjaival, utolsó, rövid szakasza már Vas vármegyében húzódik.

## Nyomvonala
A 7423-as útból ágazik ki, annak 9+250 kilométerszelvényénél, Szentgyörgyvölgy központjának nyugati részén, észak felé. Az Ady Endre utca nevet viseli a belterületi szakaszán – ami alig több fél kilométernél –, ezt követően elhagyja a község házait. Ennek ellenére egészen az ötödik kilométeréig a kiindulási település területén húzódik, csak azt követően lép át Magyarföld területére.
Az 5+850 kilométerszelvényénél kiágazik belőle egy számozatlan alsóbbrendű út nyugat-délnyugati irányban, innen északkeleti irányba fordul. 6. kilométerénél már eléri Magyarföld házait, ott a Jókai Mór utca nevet viseli. 6,7 kilométer után kilép a település belterületéről, a 6,950-es kilométerszelvénye közelében keresztezi a Kerka patakot, és északnak fordul.
A 7+150 kilométerszelvényénél átlép a már Vas vármegyéhez tartozó Kerkáskápolna területére, majd ott, 7,7 kilométer után ismét keresztez egy kisebb patakot. Ez utóbbi település belterületének nyugati szélén ér véget, beletorkollva a 7416-os útba, annak 23,150-es kilométerszelvényénél. Számozatlan, de burkolt mezőgazdasági útként továbbfolytatódik egészen Őriszentpéter központjáig.
Teljes hossza, az országos közutak térképes nyilvántartását szolgáló kira.gov.hu adatbázisa szerint 7,942 kilométer.

## Települések az út mentén
- Szentgyörgyvölgy
- Magyarföld
- Kerkáskápolna
- (Őriszentpéter)

## Hídjai
Egyetlen számottevő hídja van, a 7+600 kilométerszelvényénél a Kerka feletti híd Magyarföldön; az egynyílású szerkezetű, monolit több bordás vasbeton lemezhíd nyílásköze 7,10 méter, a teljes pályafelülete 48 négyzetméter; 1927-ben épült.
A többi hídját nem tartják számon sem az 1945 előtt épült hidak, sem az 1945 után épült, 10 méternél hosszabb hidak között.